# Campanario bulboso

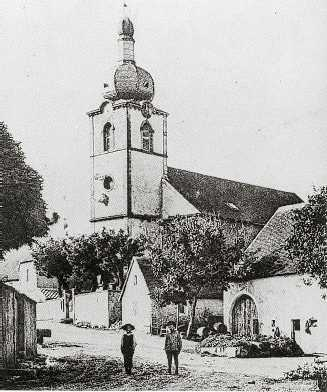
Iglesia de Ormersviller, destruida en 1944

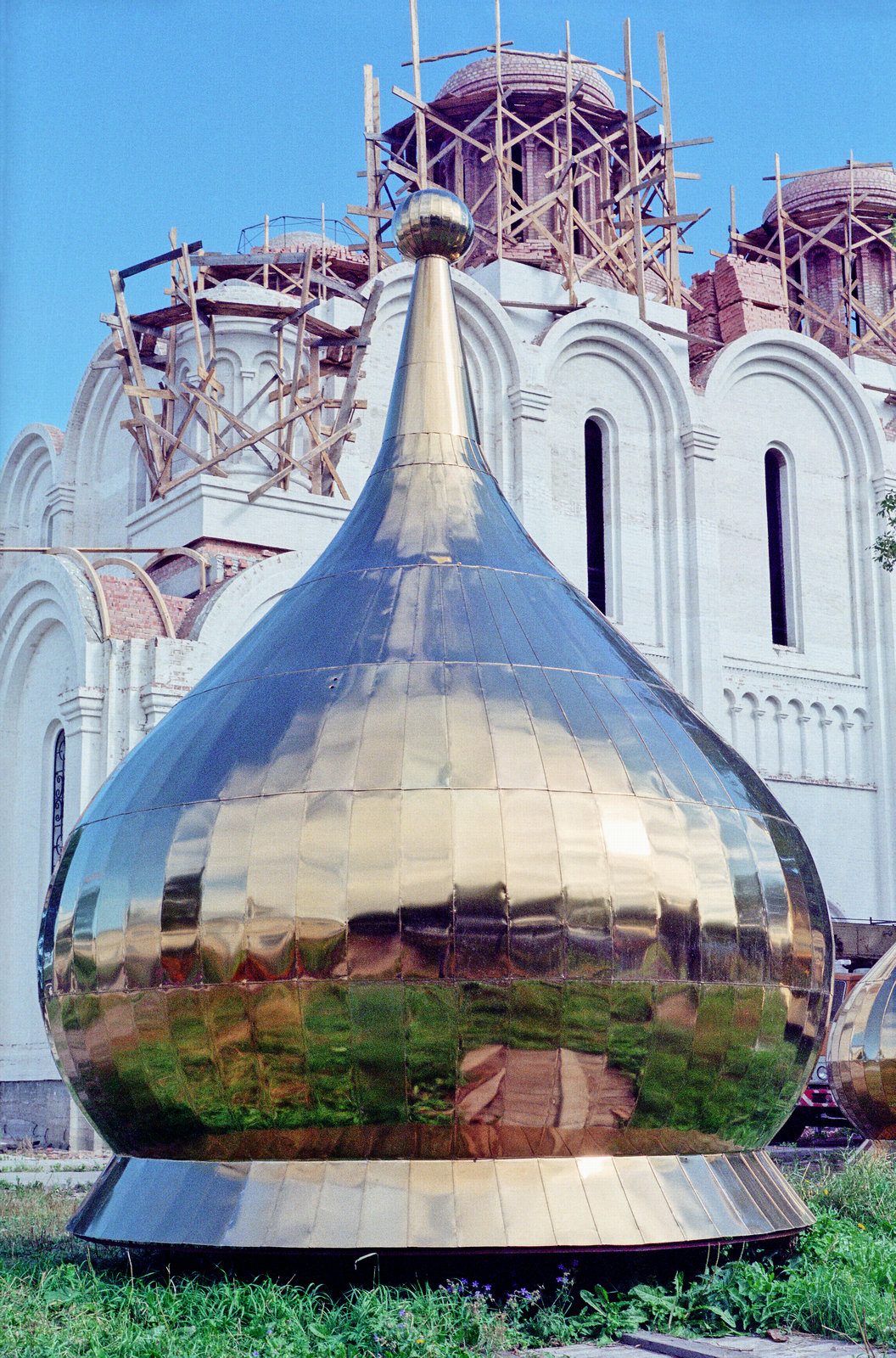
Cúpula bulbosa lista para colocar en la catedral de Nicolás en el monasterio de San Nicolás en Pereslavl.

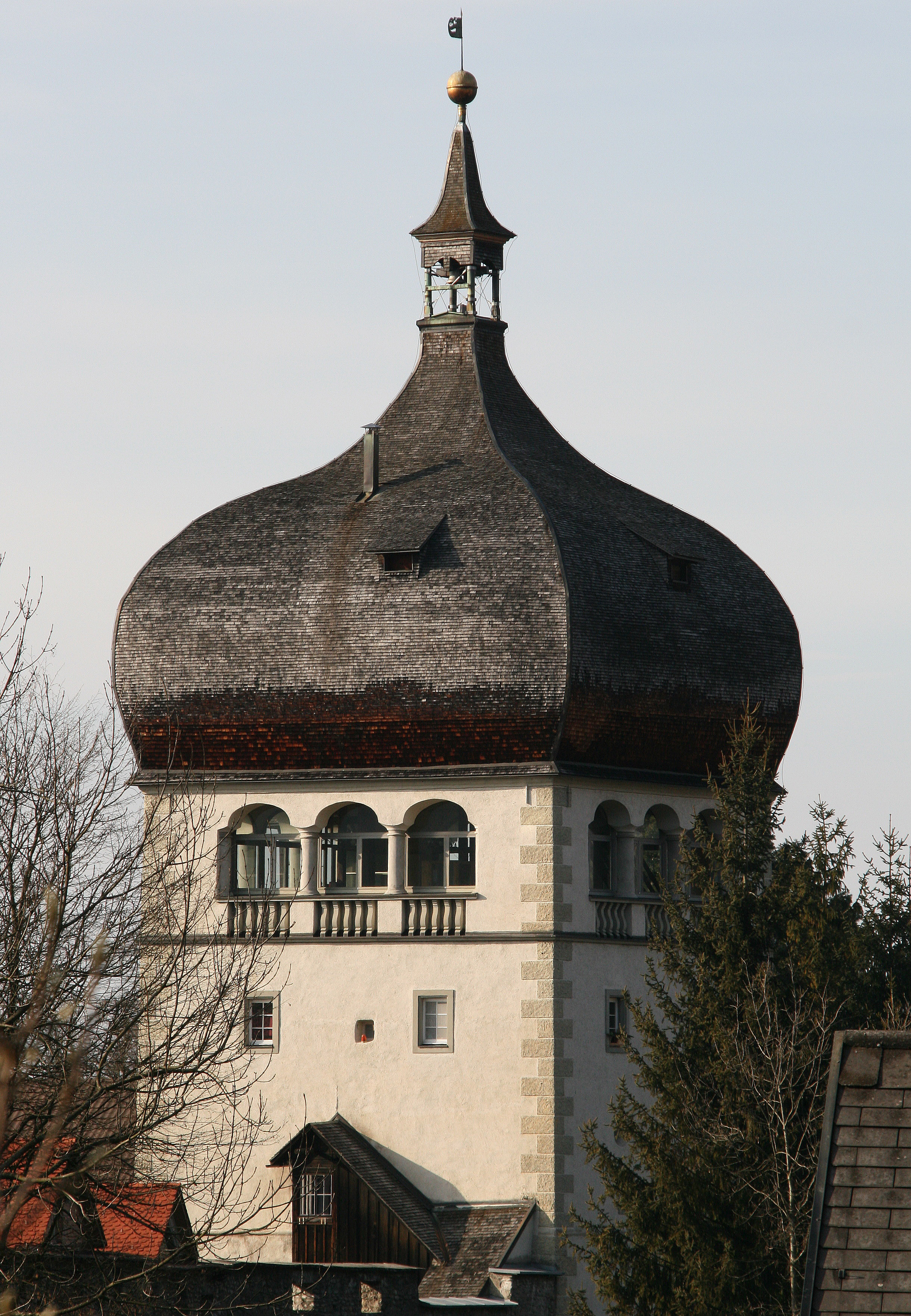
Martinsturm (en Bregenz), símbolo de la ciudad y la cúpula de cebolla grande de Europa Central.

Un campanario bulboso o de bulbo, llamado también acebollado, es una torre campanario rematada con una pequeña cúpula en forma de bulbo. Fue un elemento frecuentemente utilizado en las iglesias de la época barroca. En el Sacro Imperio Romano Germánico, los campanarios bulbosos barrocos fueron particularmente numerosos en Baviera, en la Selva negra, Austria y los países eslavos. Su desarrollo en el ducado de Saboya proviene de esa influencia germánica En algunas áreas, fueron recuperados por la arquitectura neobarroca, especialmente en Alsacia, Lorena, en la Suiza de habla alemana y en la región franco-belga de Hainaut.
En un principio los bulbos de remate aparecieron de forma pura, pero ese bulbo fue complicándose y tratándose como cualquier otra cúpula. Primero de planta circular, en seguida aparecieron bulbos con lados ensamblados con aristas. Luego surgieron tambores, linternas, agujas y remates (bolas, cruces, pararrayos), con distintos tramos de transición con las aguadas de la torre. Finalmente se trataron como un elemento formal más, sumando distintos bulbos y tramos inclinados, con varios órdenes de bulbos. En algunos casos el interior del bulbo fue tan grande que llegó a ser accesible, disponiéndose en él miradores e incluso salas habitables.
Los bulbos de los campanarios europeos rematan torres casi siempre de planta cuadrada, aunque también las hay poligonales y circulares; y casi siempre el bulbo tiene una planta circular menor que el perímetro de la torre que los sustenta. En cambio, los rusos suelen tener una abombamiento más pronunciado sobresaliendo de la planta de la torre, que en su mayoría son circulares.
Los bulbos solían hacerse con un entramado de madera que luego era revestido con planchas metálicas —plomo y cobre—, pizarra, tablas de madera o piezas cerámicas.

## Descripción

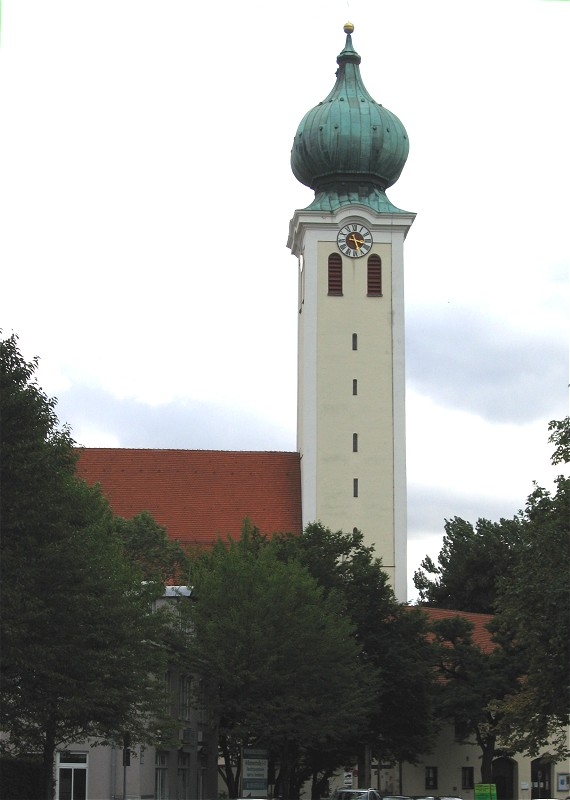
Santa María de Múnich (Ramersdorf)

Un campanario bulboso es un tipo de cubierta de planta centrada con pendientes continuas o en paños. También está curvado siguiendo una curva alternativamente cóncava o convexa, formando las partes convexas unas protuberancias que sobresalen por encima de las partes cóncavas. También se lo conoce como cebolla o delirio.

Evolución formal de los campanarios bulbosos
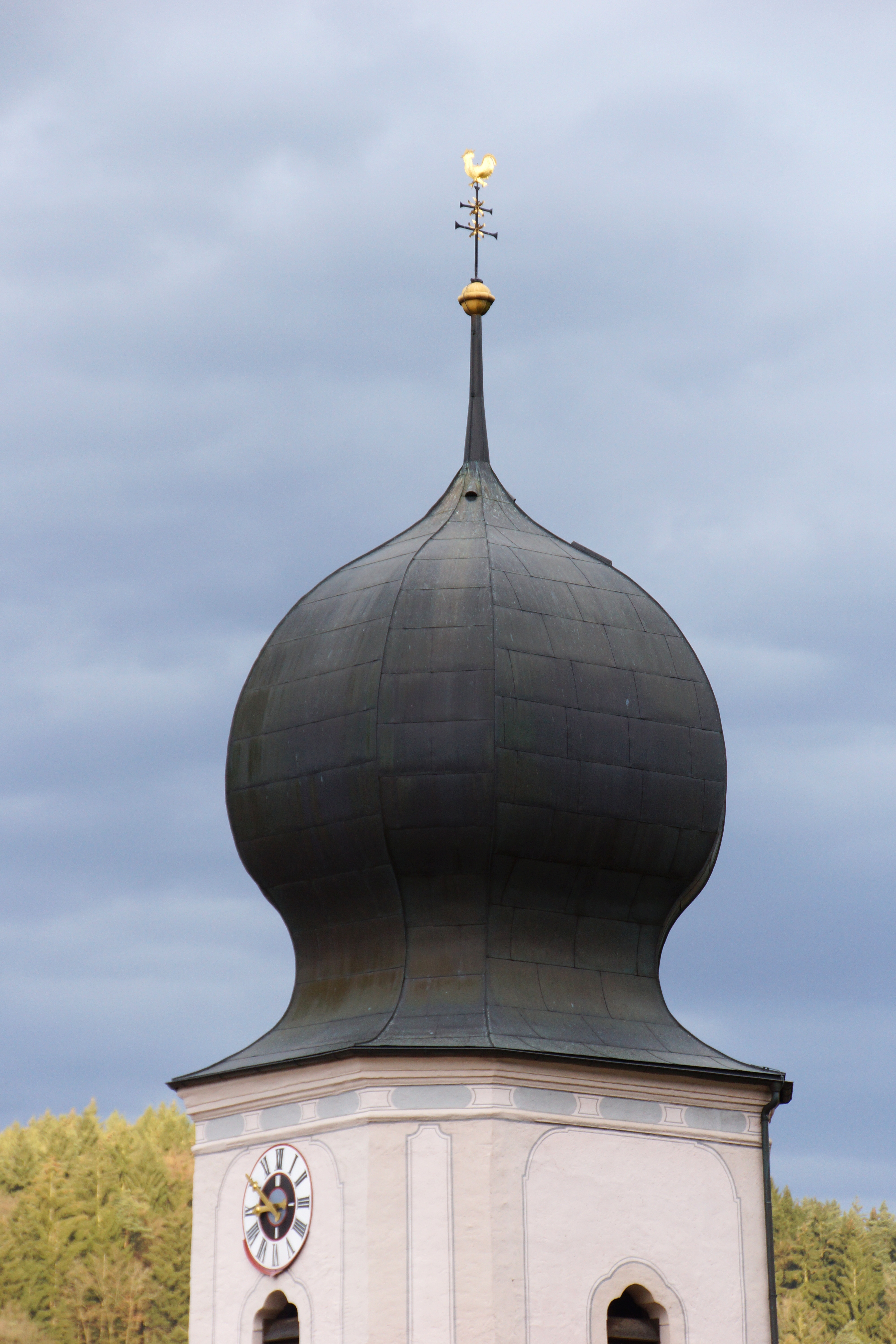
Sencillo bulbo en la iglesia parroquial de St. Martin en Staadorf bei Dietfurt
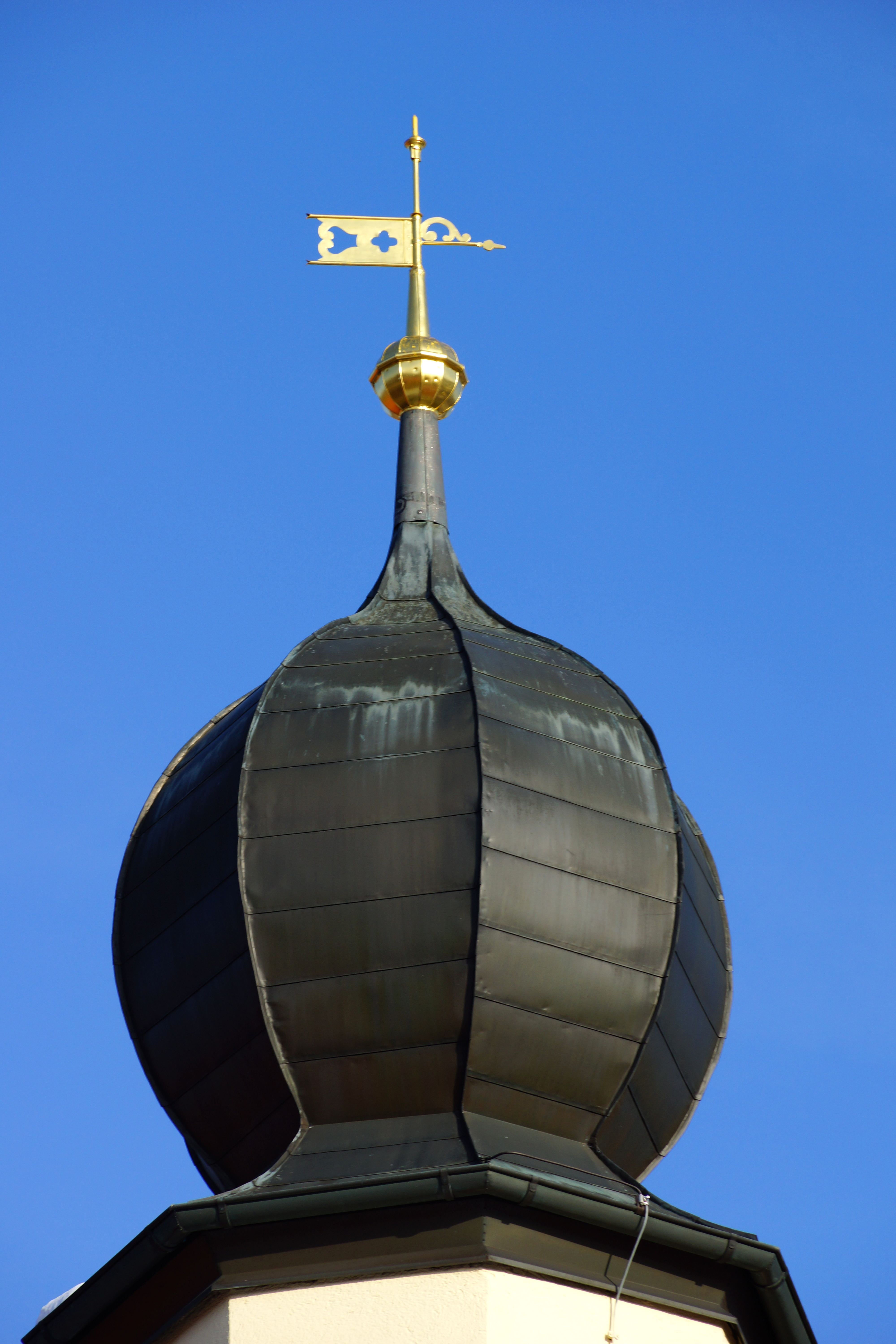
Sencillo bulbo con aristas en la iglesia Católica de San Juan en Kirchenwinn
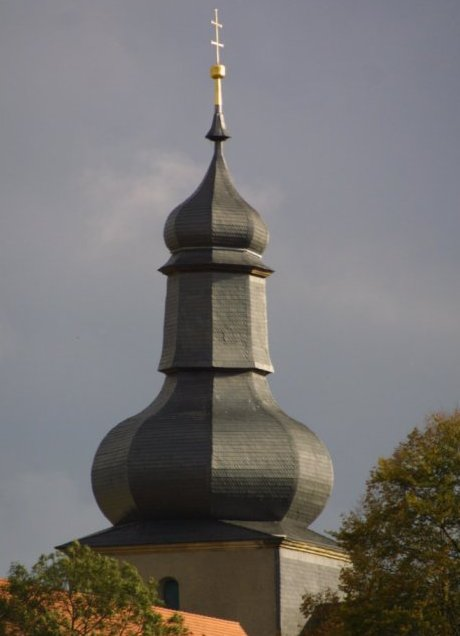
Iglesia de los Santos Laurentius y Heinrich en Hohenpölz
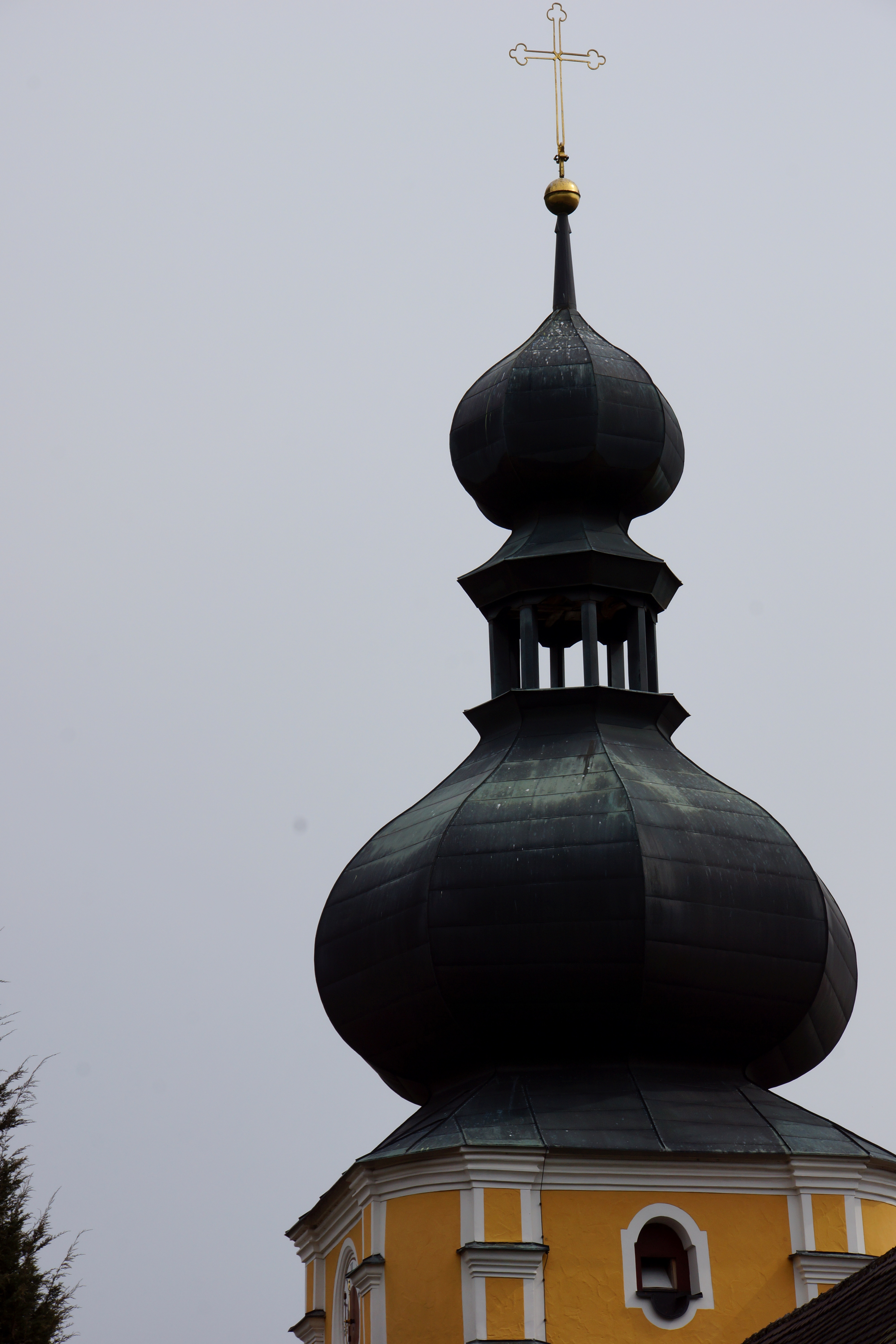
Iglesia parroquial católica de St. Pancras en Dietldorf en el Oberpfälzer Vils
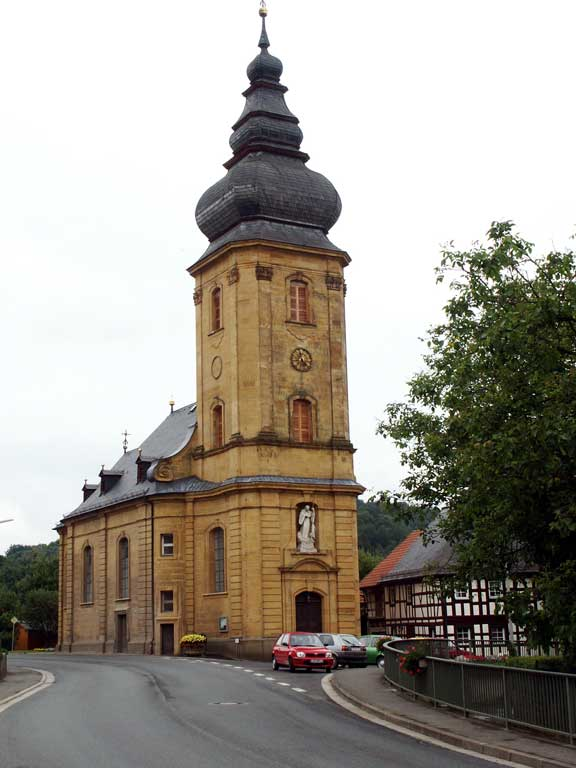
Iglesia de San Ägidius (Gil) en Frauendorf, Baviera
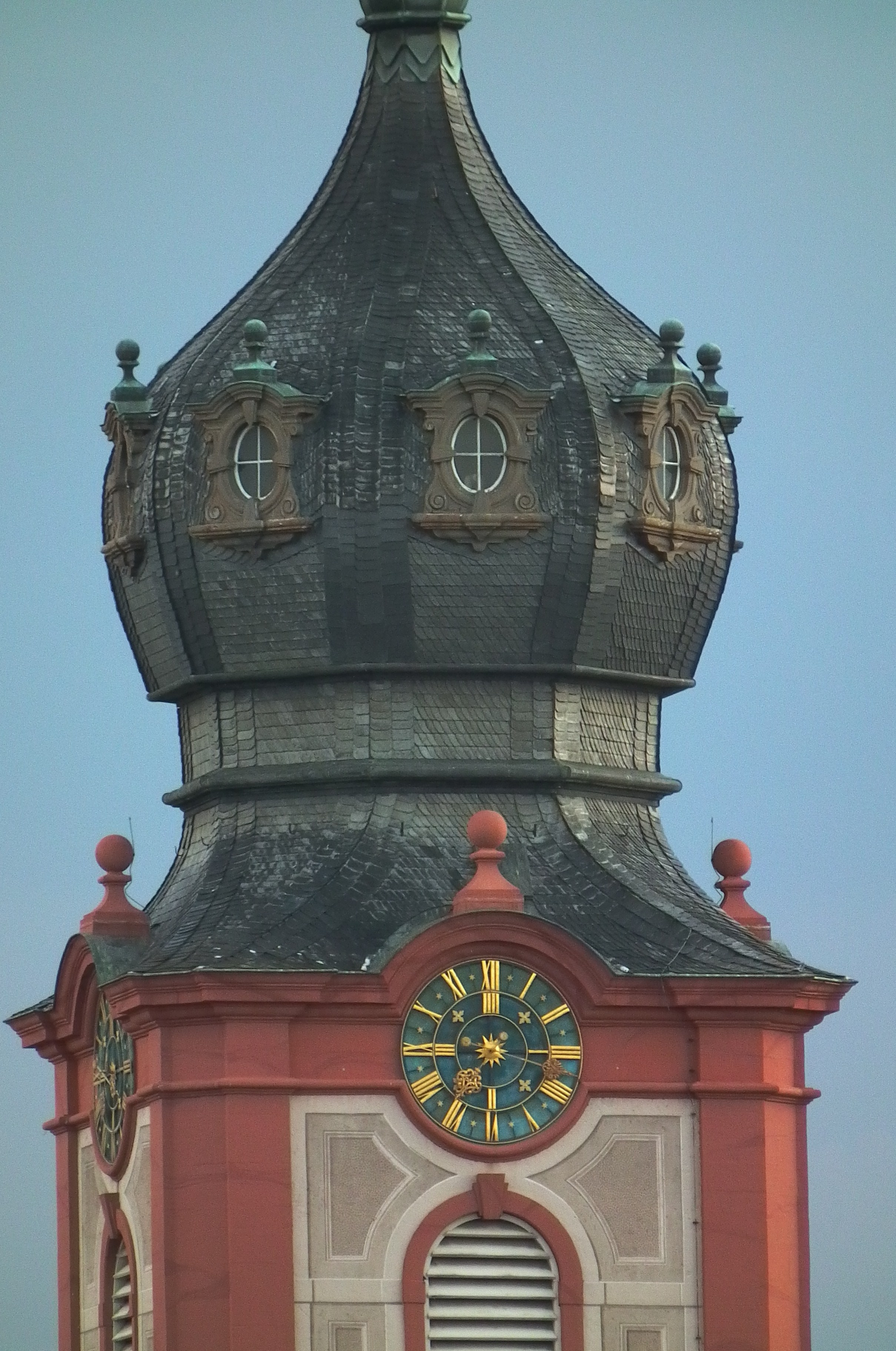
Turm der Hofkirche des Bruchsaler Schlosses (Baden-Württemberg, Deutschland)
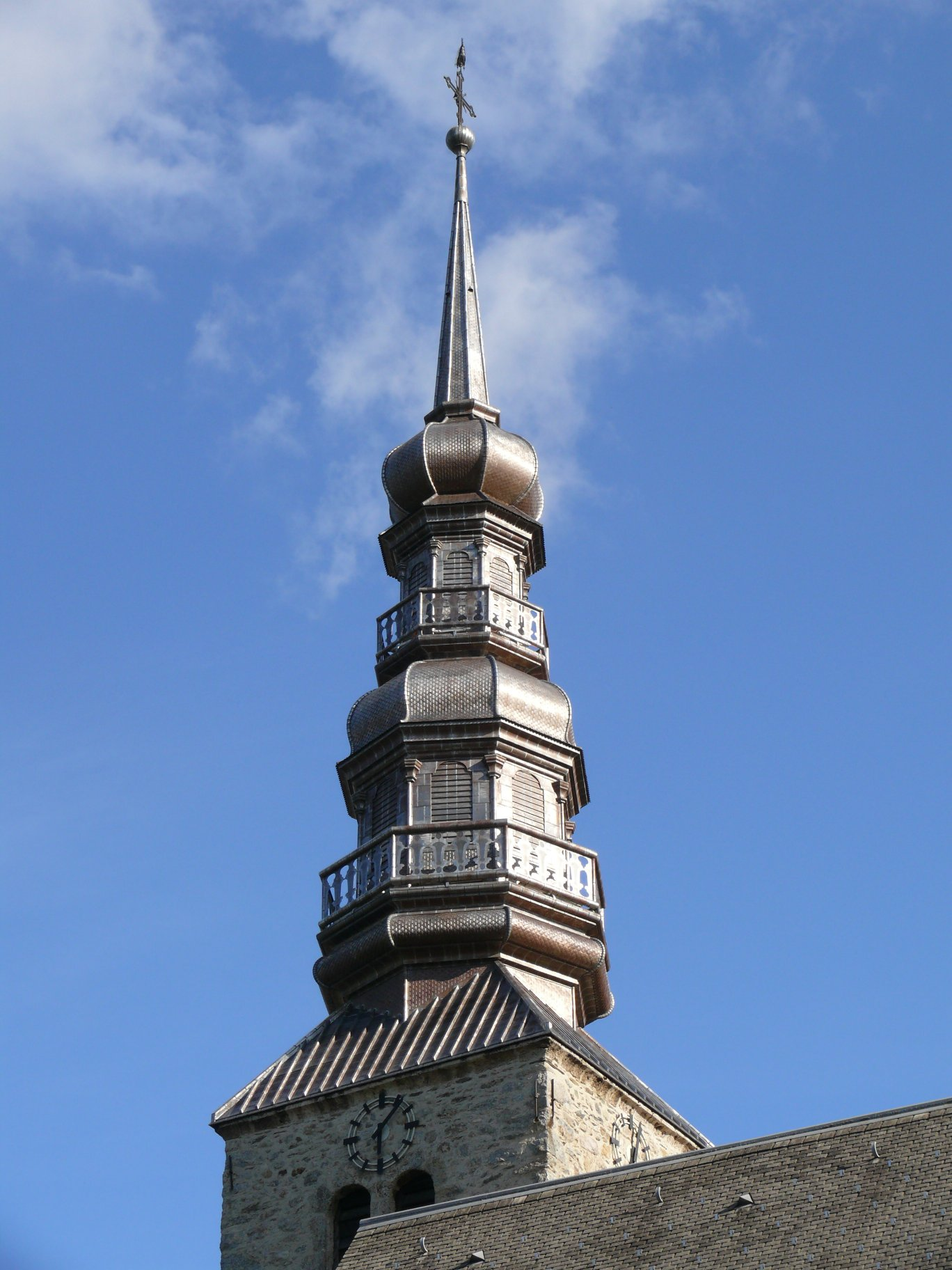
Complejo remate de Église Saint-Nicolas, Combloux
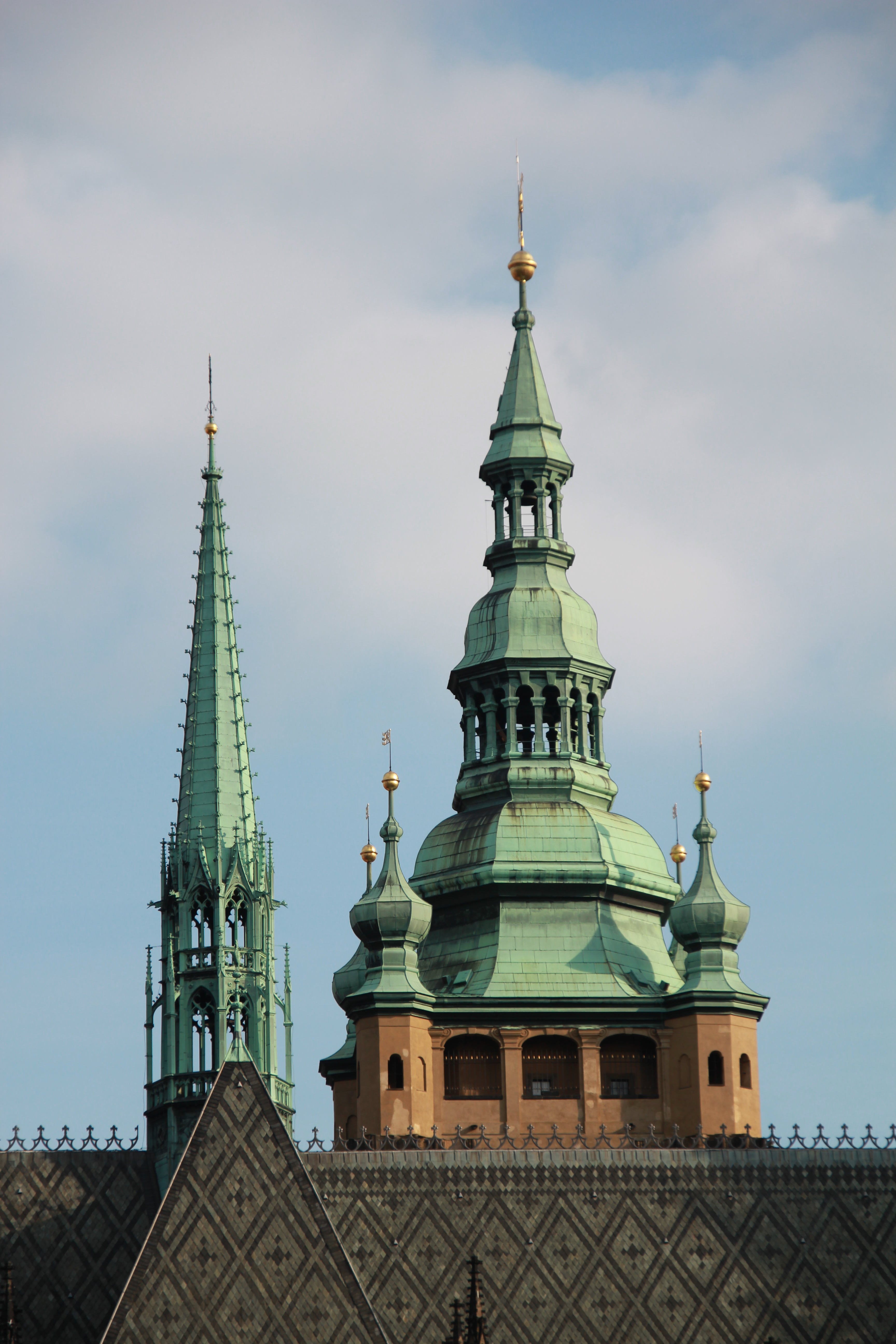
Sofisticado remate de la catedral de San Vito (Praga)

## La Rusia ortodoxa

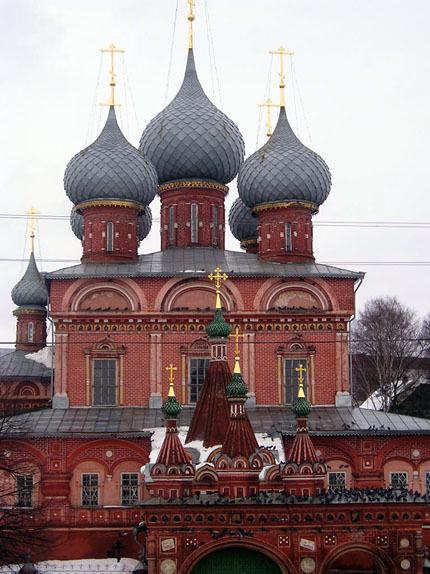
Iglesia de la Resurrección, en Kostromá

Los campanarios bulbosos son característicos de la arquitectura eclesiástica rusa. Los rusos, cuando adoptaron la religión cristiana, no tenían un arte propio: tomaron prestadas las fórmulas arquitectónicas bizantinas, en especial las cúpulas hemiesféricas. La nieve demasiado pesada amenazaba este tipo de estructura, por lo que mejoraron tales cúpulas con cúpulas en forma de casco y después en forma de bulbos que evocan la llama de una cierge.

## Campanarios bulbosos en Francia

### Campanarios bulbosos saboyardos
En Saboya, hay una alta densidad de edificios con este tipo de campanarios en el valle de Giffre, en el Beaufortain, el Faucigny, el Chablais y el val d'Arly Dicha arquitectura se originó a raíz de la migración de poblaciones locales hacia el mundo germánico.
- en 1687, el primer campanario del que se tiene conocimiento fue el hecho a partir de un dibujo de Jean Cavoret para las necesidades de la segunda Visitación de Annecy que ahora se conoce como la Iglesia de San Francisco .

- uno de los últimos campanarios bulbosos construidos de que se tiene conocimiento es el que se encuentra en el municipio de Megève. Fue construido hacia 1758 según planos de Muffat.

Campanarios bulbosos saboyardos
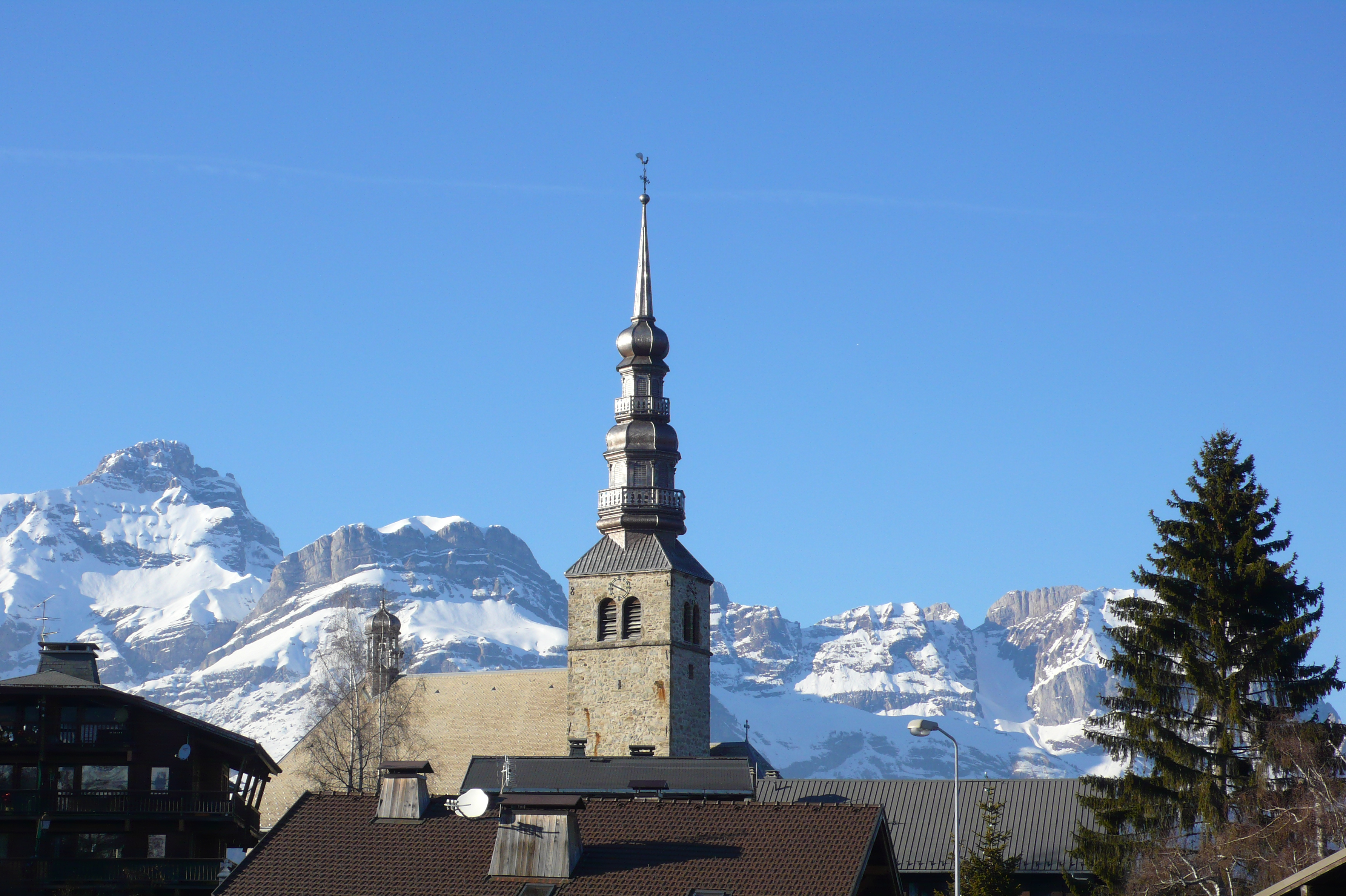
Campanario de Combloux
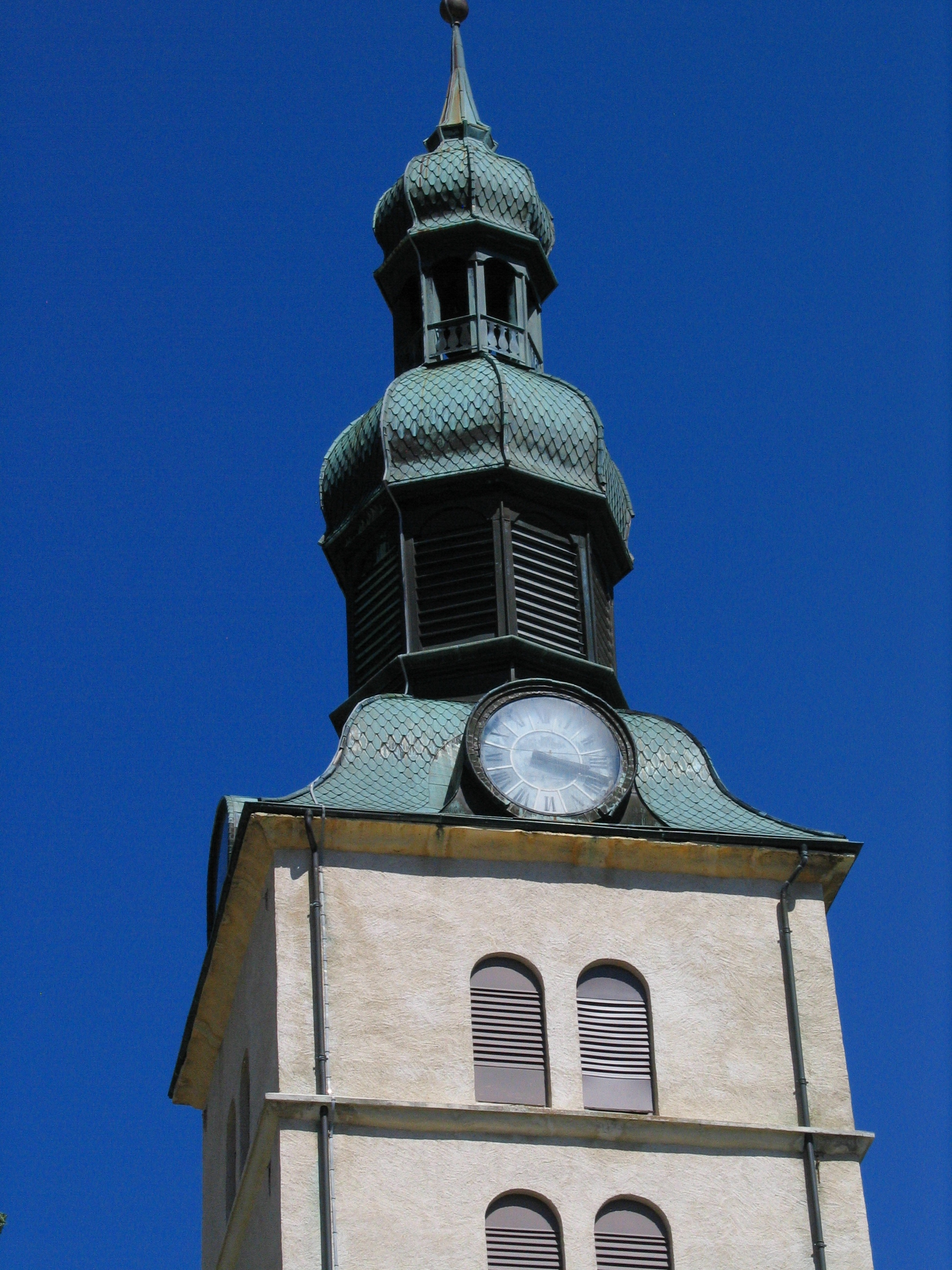
Campanario de Megève
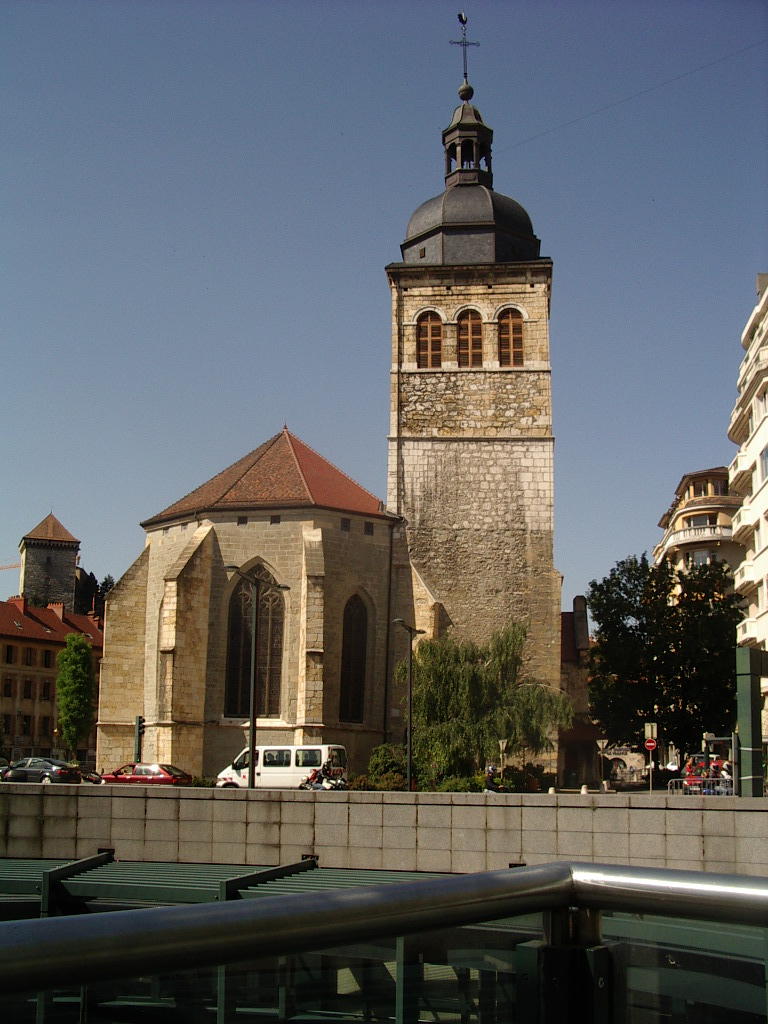
Campanario de la iglesia Saint-Maurice, Thônes
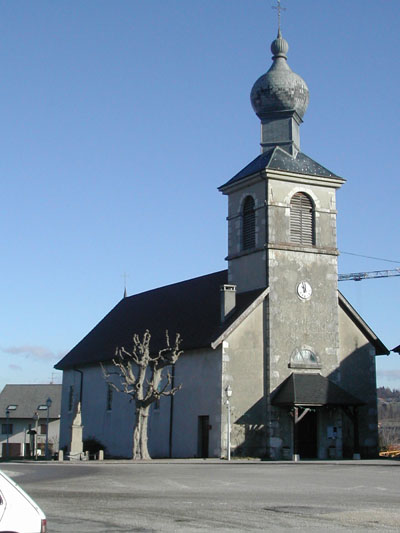
Iglesia de Cuvat, Alto Saboya
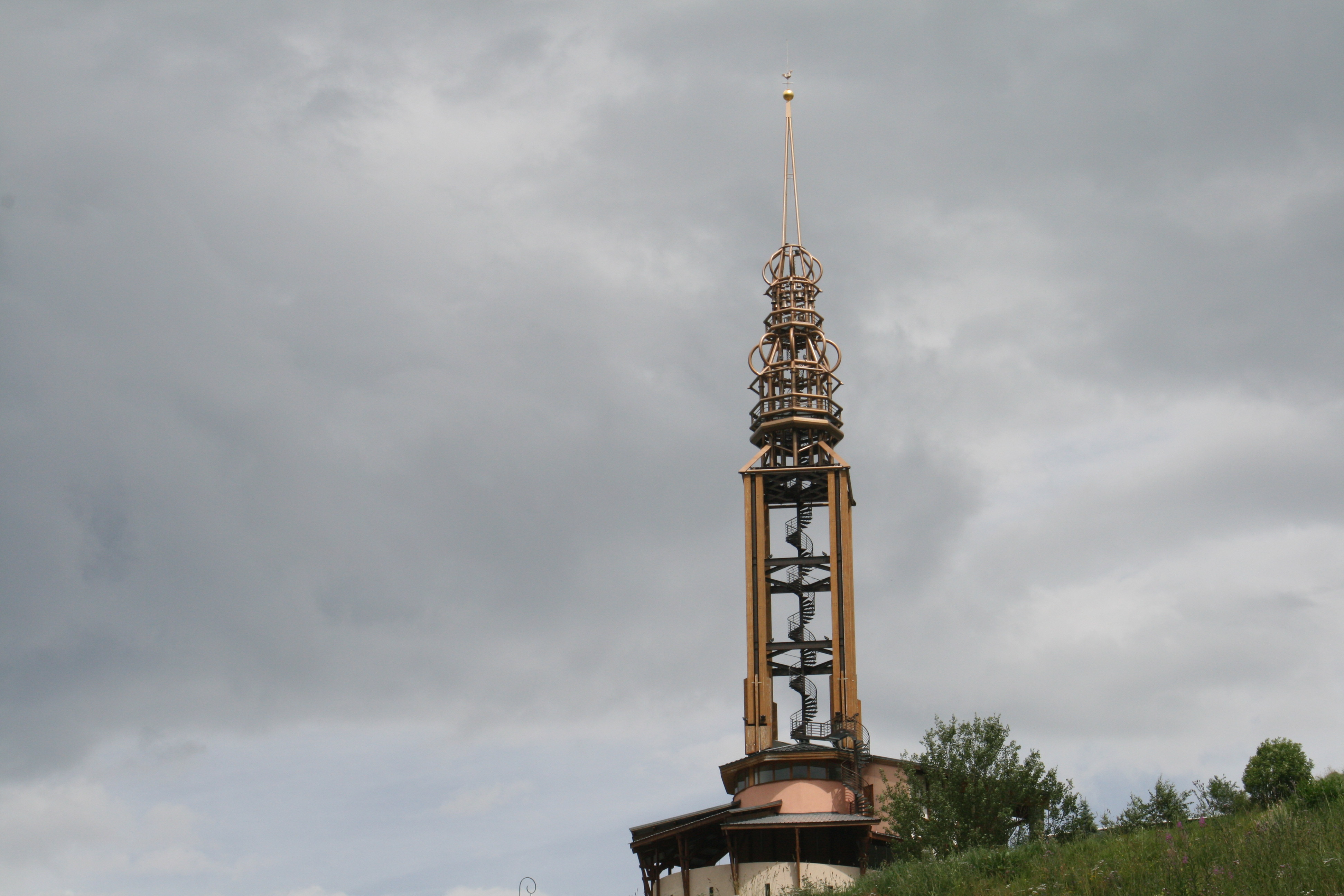
Moderno campanario bulboso en Les Ménuires

### Campanarios bulbosos alsacianos y loreneses

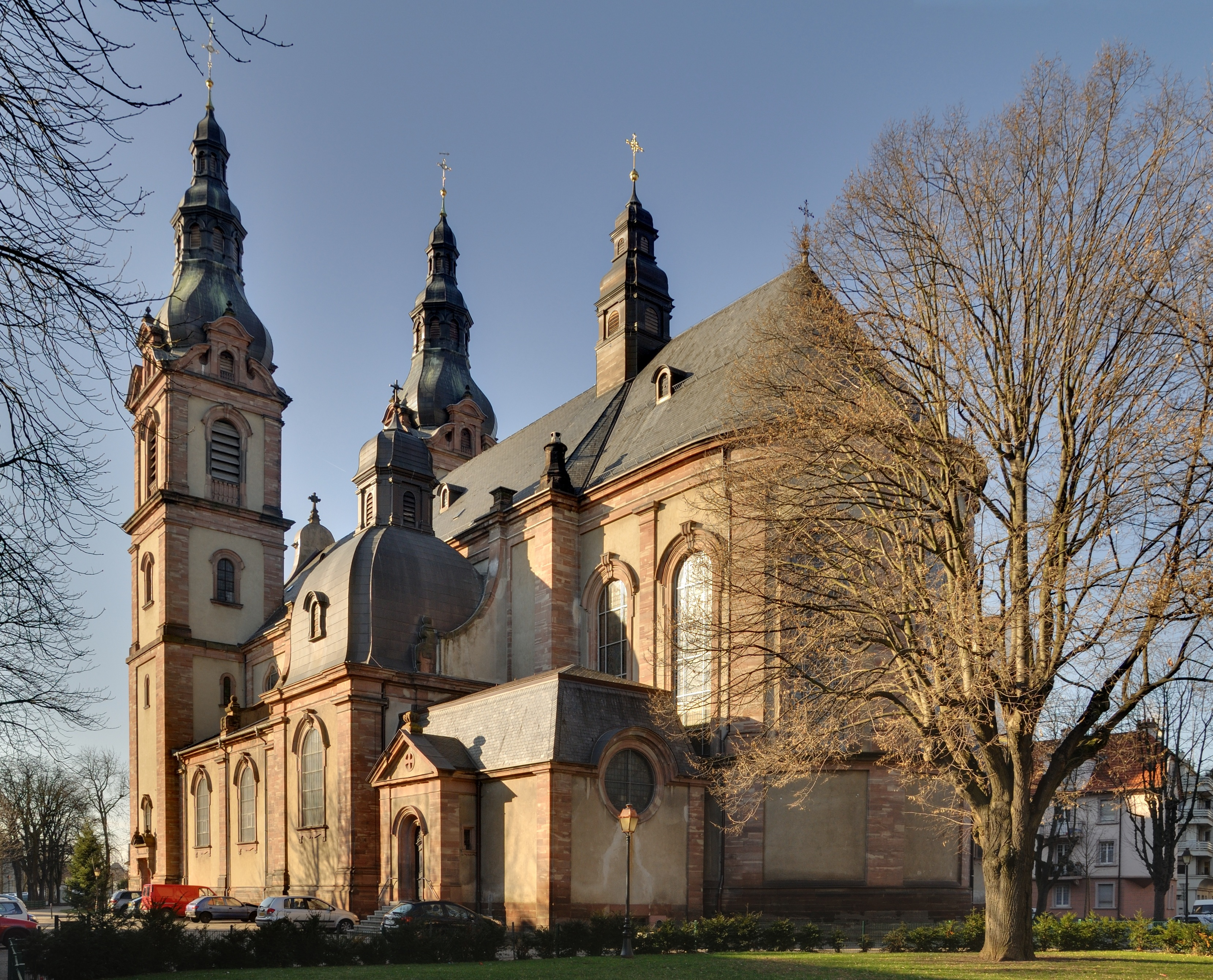
Los campanarios bulbosos de la iglesia de Saint-Fridolin de Mulhouse.

Al lado de la Saboya, otras dos regiones francesas tienen un gran número de campanarios bulbosos,  Alsacia y Lorena (el vecino Franco Condado tiene en cambio especialmente cúpulas a la imperial).
Los campanarios bulbosos fueron comunes en ambas regiones a partir del siglo XVIIII, e incluso lo son hoy a pesar de que un buen número ha desaparecido tras las reconstrucciones de las iglesias en el siglo XIX y durante las dos guerras mundiales. Además del campanario de tipo germánico, más redondeado, se encuentran en los Vosgos también campanarios bulbosos característicos, muy robustos y compuestos por varias aristas.
En Alsacia, hay sobre todo campanarios bulbosos de tipo germánico, como los de la abadía de Ebersmunster, los de las iglesias de San Fridolin y de San Antonio de Mulhouse, en la iglesia de Ebersheim o incluso bulbos vosgosos en las iglesias de Sainte-Marie-aux-Mines o Saint-Amarin.
En Lorena, destacan los campanarios bulbosos germánicos de las iglesias de Saint-Quirin y de Saint-Avold, los de las iglesias de Freyming-Merlebach, así como otros campanarios vosgosos en las iglesias de Bertrimoutier, Remiremont, Diebling o también en la catedral de Saint-Die de Saint-Dié-des-Vosges.

Campanarios bulbosos alsacianos y lorenos
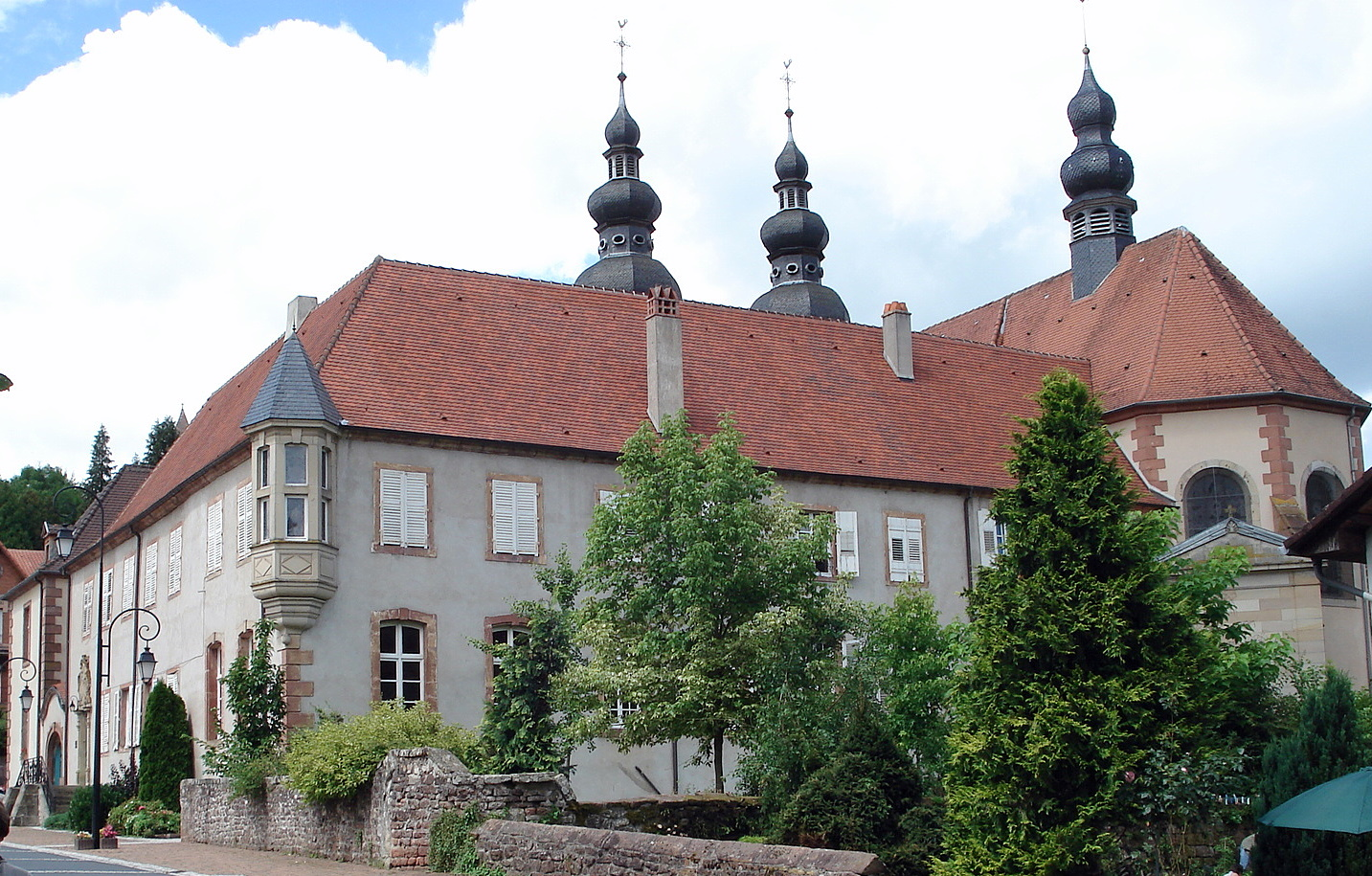
Bulbos de la iglesia parroquial de Saint-Quirin, por detrás del priorato
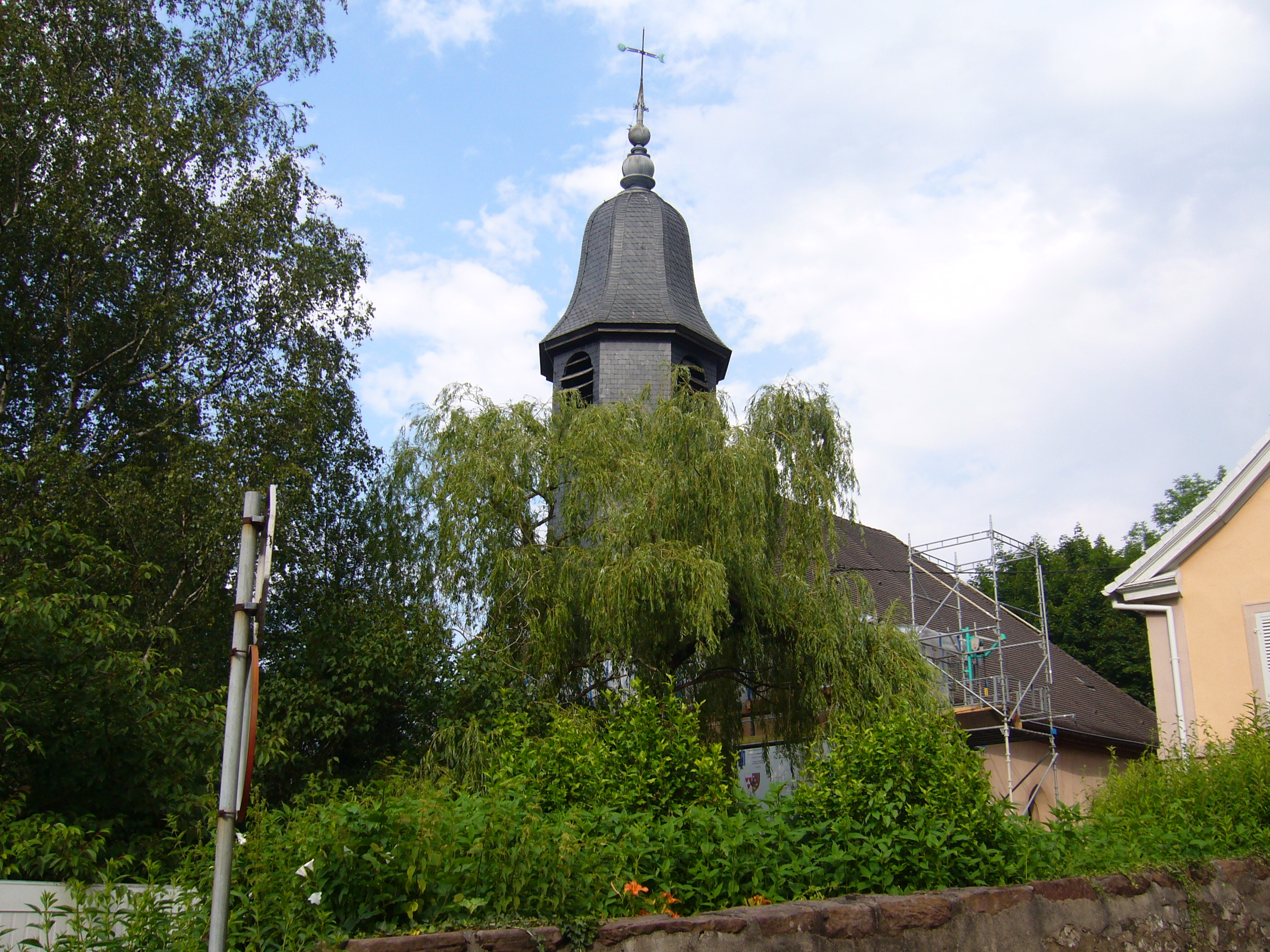
Iglesia de Sainte-Marie-aux-Mines
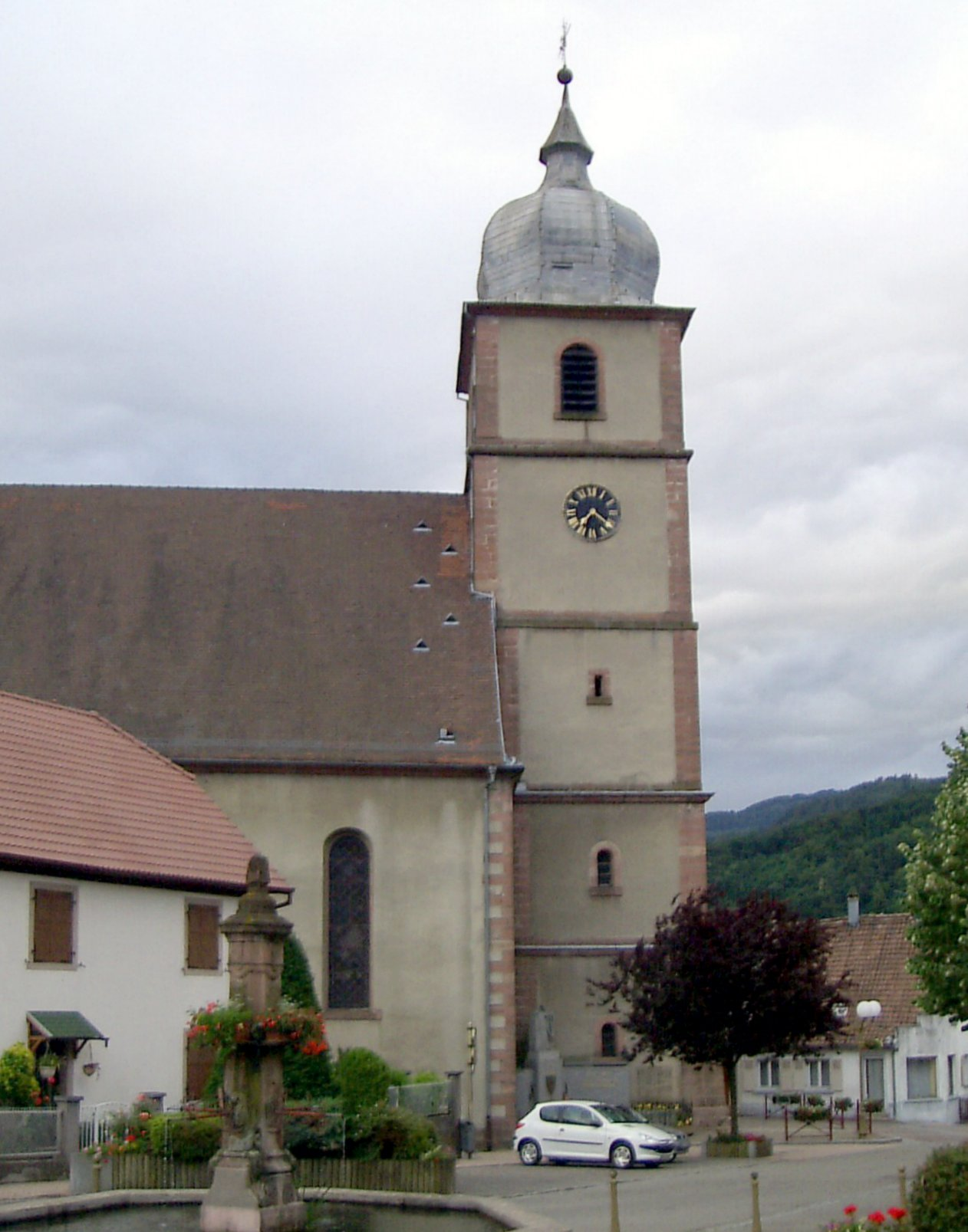
Iglesia de Saint-Projet y Saint-Amarin
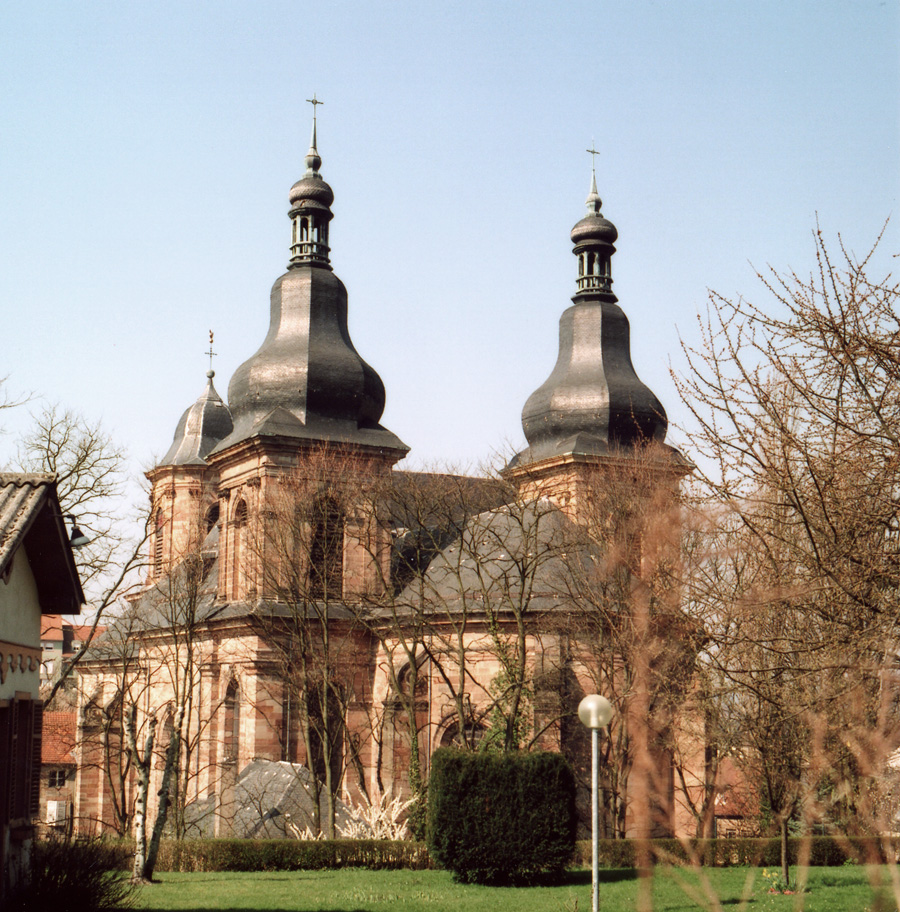
Abadía de Saint-Nabor, en Saint-Avold
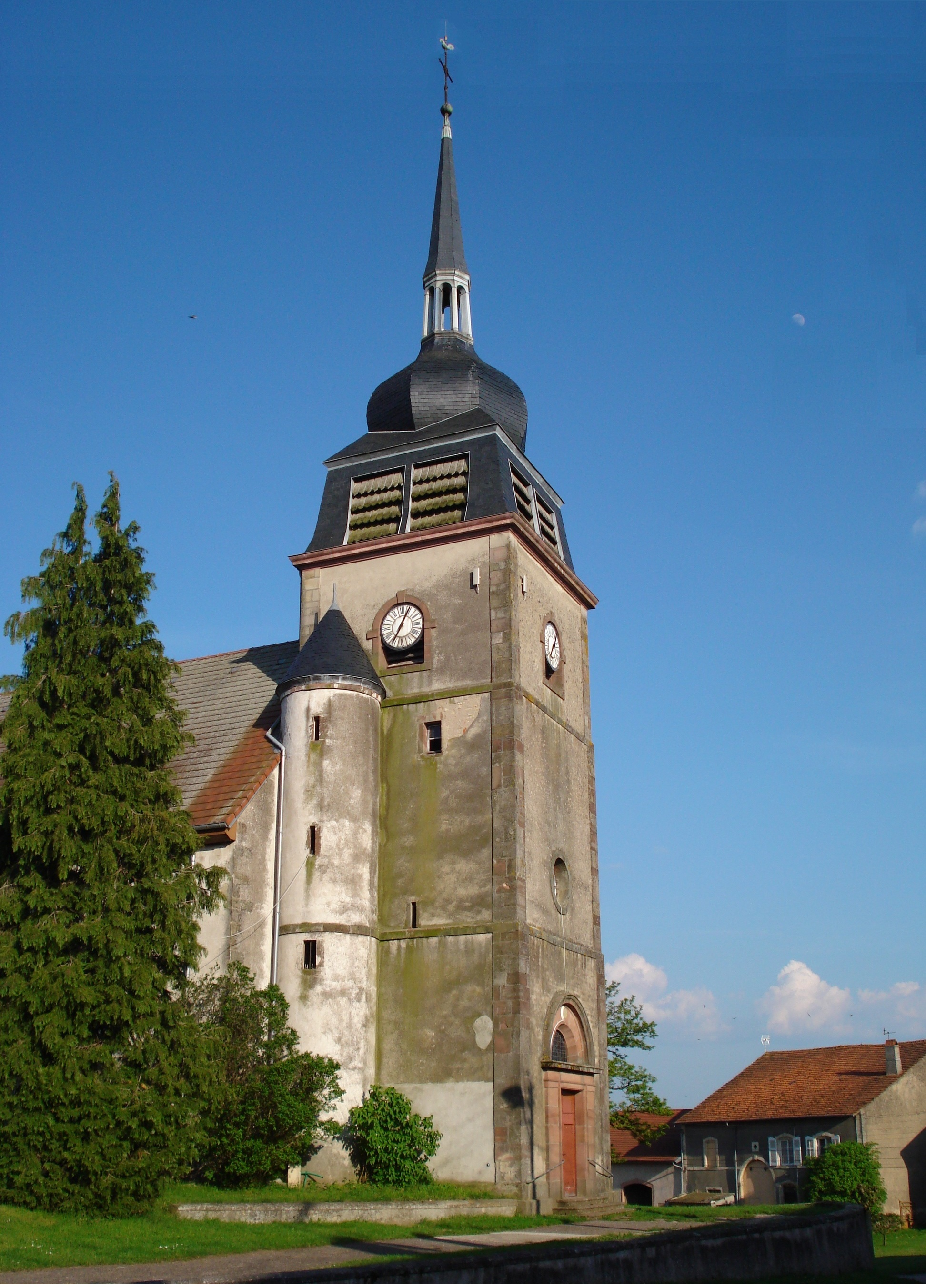
Iglesia de Domjevin, reconstruida después de la I Guerra mundial casi idénticamente a la de 1733.

## Campanarios bulbosos hennuyers

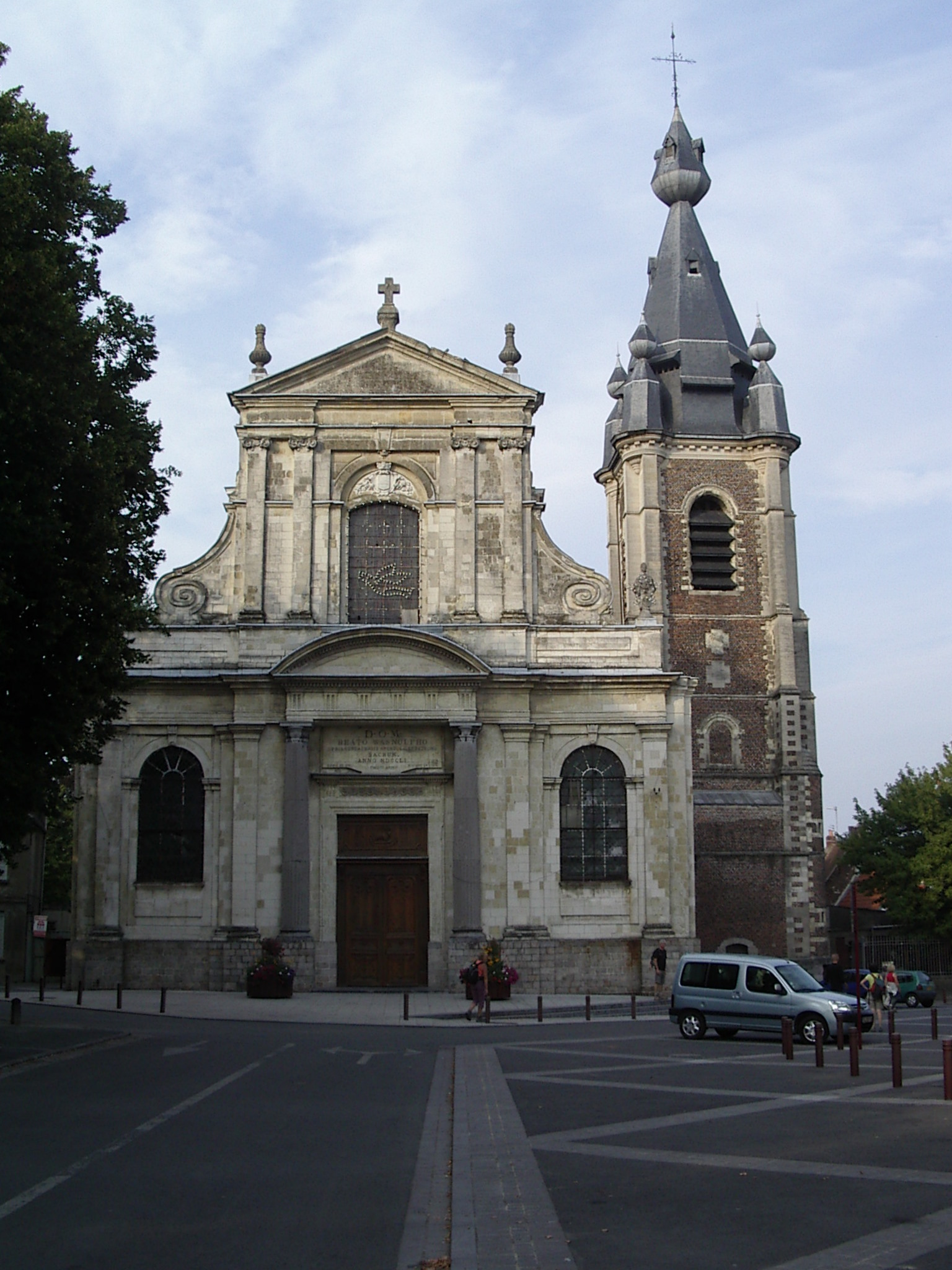
LCampanario de cinco bulbos de la iglesia de Saint-Wasnon de Condé-sur-l'Escaut

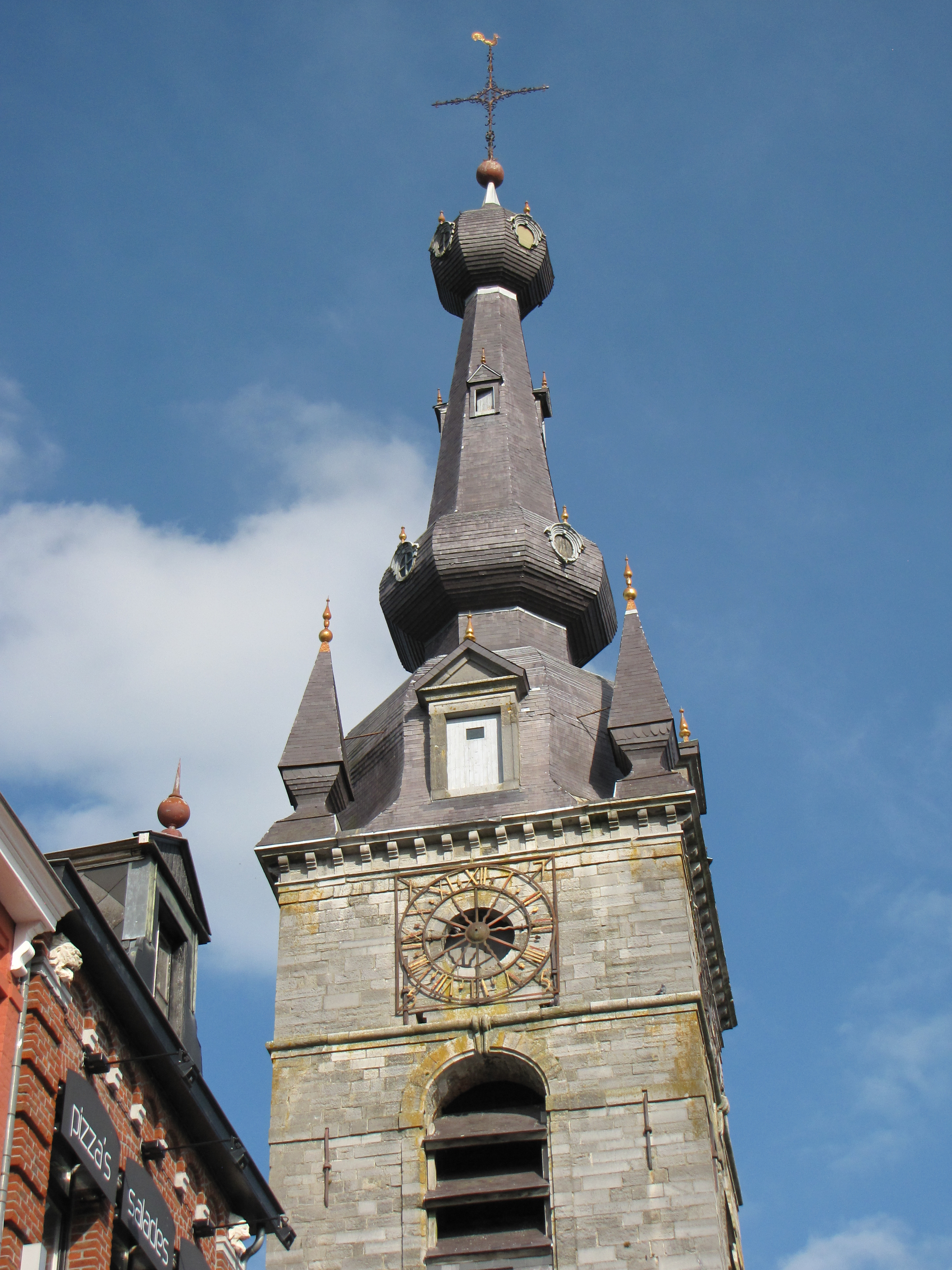
Campanario bulboso de la colegiata de Saints-Pierre-et-Paul de Chimay

Hay también muchos campanarios bulbosos en la región transfronteriza de Henao. Del lado francés, varios son notables, como el campanario inclinado de la iglesia Saint-Pierre  de Solre-le-Château. El campanario de la iglesia de Saint-Wasnonde Condé-sur-l'Escaut tiene cinco bulbos (un bulbo en la torre principal y cuatro más pequeños en cada torre anexa). También se pueden admirar el de la iglesia Saint-Pierre de Berlaimont, el la iglesia de Saint-Michel de  Valenciennes o incluso el del beffroi del Ayuntamiento de 'Armentières o el del Ayuntamiento de Comines.
En el Hainaut  belga, la ciudad de Chimay tiene dos campanarios de bulbo: el de la colegiata de los Santos Pedro y Pablo y el del castillo de los Príncipes de Chimay. También se puede mencionar el campanario de la iglesia de Sainte-Rictrude de Bruyelle y el campanario del beffroi de Mons, así como los de Namur y de Gembloux  en la vecina provincia de Namur.
Varios beffrois con campanarios bulbosos están incluidos en el Patrimonio Mundial de la UNESCO, entre los campanarios de Bélgica y Francia.